# Mộc lan tím
Mộc lan tím (danh pháp hai phần: Magnolia liliiflora) là một loài mộc lan (Magnoliaceae). Loài này được Desrouss. miêu tả khoa học đầu tiên năm 1792.
Chúng thường được xem là loài bản địa Tây Nam Trung Hoa (ở Tứ Xuyên và Vân Nam) nhưng trong nhiều thế kỷ qua được trồng ở nhiều nơi ở Trung Quốc và Nhật Bản.

## Danh pháp đồng nghĩa
- Lassonia quinquepeta Buc'hoz
- Magnolia atropurpurea Steud.
- Magnolia discolor Vent.
- Magnolia gracilis Salisb.
- Magnolia liliiflora var. gracilis (Salisb.) Rehder
- Magnolia liliiflora forma nigra (G.Nicholson) Geerinck
- Magnolia liliiflora var. nigra (G.Nicholson) Rehder
- Magnolia purpurea Curtis
- Magnolia quinquepeta (Buc'hoz) Dandy
- Magnolia soulangeana var. nigra G.Nicholson
- Talauma sieboldii Miq.
- Yulania japonica Spach
- Yulania japonica var. purpurea (Curtis) P.Parm.
- Yulania liliiflora (Desr.) D.L.Fu[2][3]

|  |